# Transductor de ultrasonidos

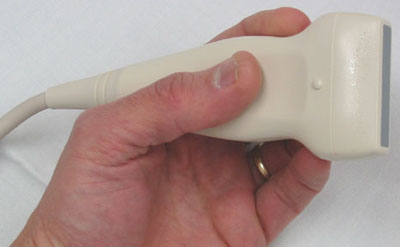
Un transductor ultrasónico de matriz lineal utilizado en ecografía médica

Los transductores de ultrasonidos o transductores ultrasónicos son dispositivos que generan o detectan energía de ultrasonidos. Se pueden dividir en tres grandes categorías: transmisores, receptores y transceptores. Los transmisores convierten las señales eléctricas en ultrasonidos, los receptores convierten los ultrasonidos en señales eléctricas y los transceptores pueden transmitir y recibir ultrasonidos.

## Aplicaciones y rendimiento

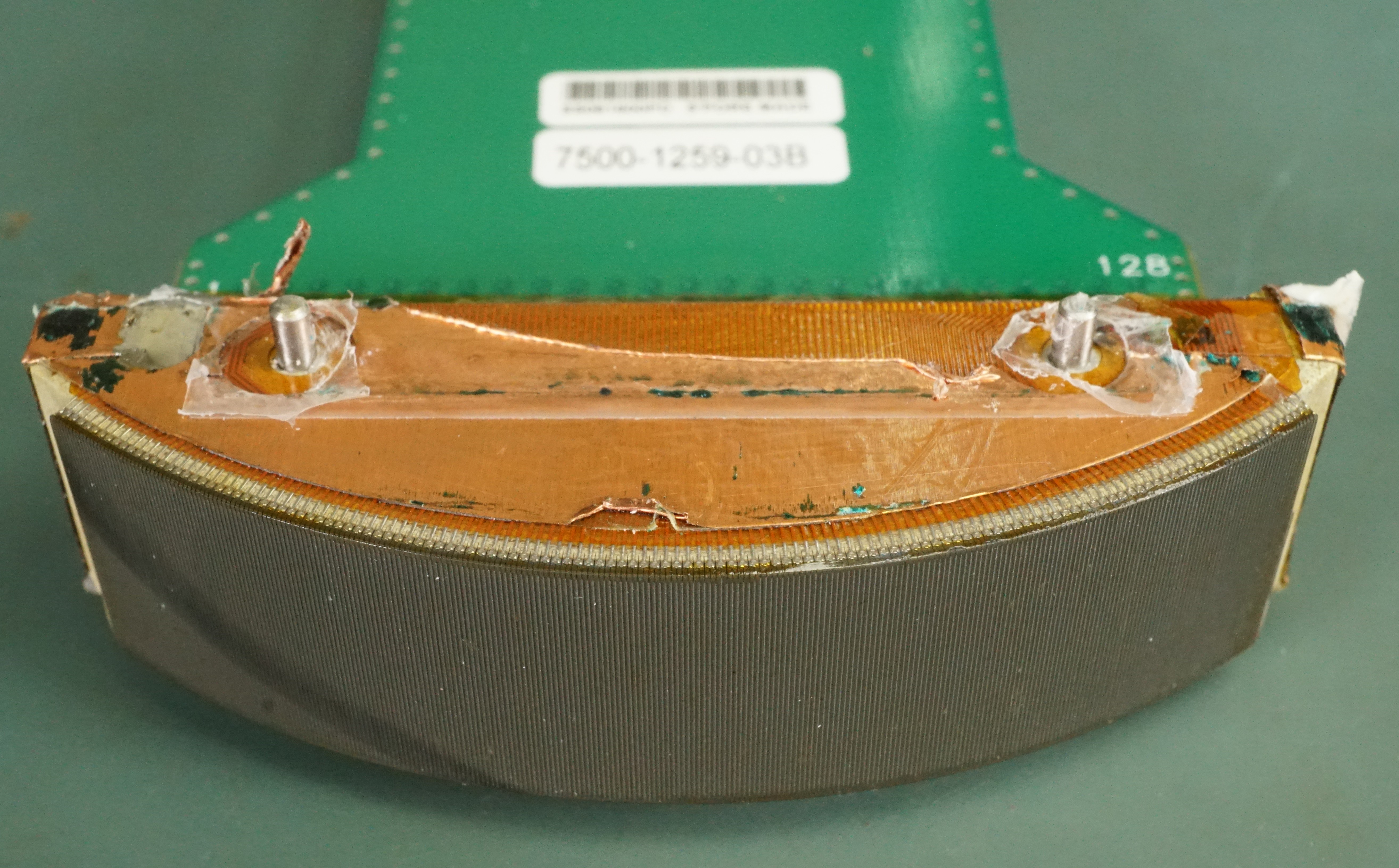
Construcción interior de un sensor de ultrasonidos de matriz curvado Philips C5-2 de 128 elementos.

La ecografía se puede utilizar para medir la velocidad y la dirección del viento ( anemómetro ), el nivel de fluido del tanque o del canal y la velocidad a través del aire o el agua. Para medir la velocidad o dirección, un dispositivo utiliza varios detectores y calcula la velocidad desde las distancias relativas hasta las partículas del aire o el agua. Para medir el nivel del líquido del depósito o del canal, así como el nivel del mar ( marógrafo ), el sensor mide la distancia ( alcance ) a la superficie del fluido. Otras aplicaciones incluyen: humidificadores, sonar, ecografía médica, alarmas antirrobo, pruebas no destructivas y carga inalámbrica .
Los sistemas suelen utilizar un transductor que genera ondas sonoras en el rango de ultrasonidos, por encima de 18 kHz, convirtiendo la energía eléctrica en sonido, después, al recibir el eco, convertir las ondas sonoras en energía eléctrica que se puede medir y mostrar.
Esta tecnología también puede detectar objetos pròximos y hacer un seguimiento de sus posiciones.
Los ultrasonidos también se pueden utilizar para realizar medidas de distancia punto a punto mediante la transmisión y la recepción de ráfagas discretas de ultrasonidos entre transductores. Esta técnica se conoce como Sonomicrometría donde el tiempo de tráfico de la señal de ultrasonido se mide electrónicamente (es decir, digitalmente) y se convierte matemáticamente a la distancia entre transductores asumiendo que se conoce la velocidad del sonido del medio entre los transductores. Este método puede ser muy preciso en lo que respecta a la resolución temporal y espacial porque la medida del tiempo de vuelo puede derivarse del seguimiento de la misma forma de onda incidente (recibida), ya sea por nivel de referencia o por paso de cero . Esto permite que la resolución de medida supere con creces la longitud de onda de la frecuencia del sonido generada por los transductores.

## Transductores

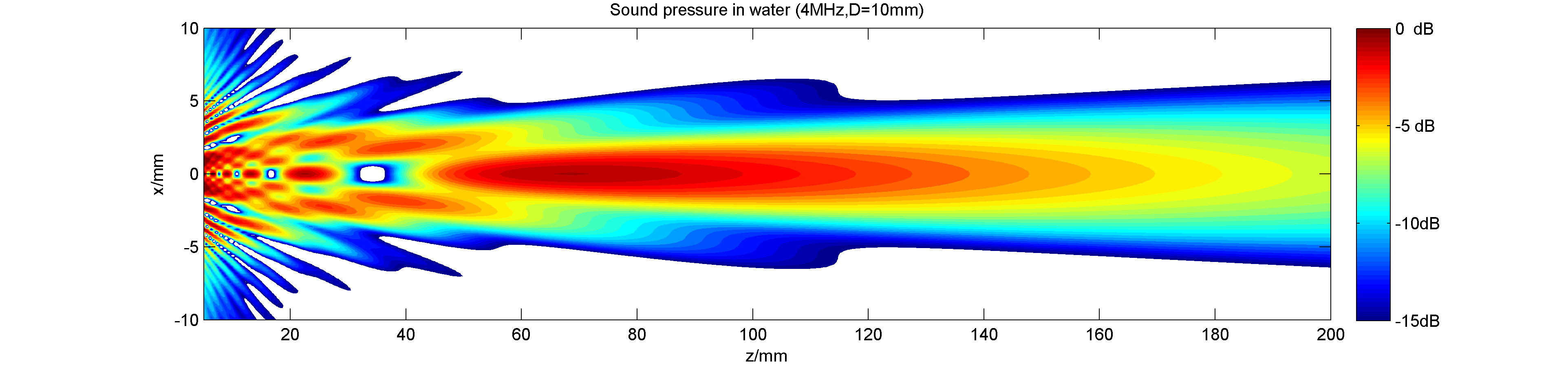
Campo sonoro de un no enfocante 4 Transductor ultrasónico MHz con una longitud de campo cercano de N = 67 mm en el agua. El diagrama muestra la presión sonora en una escala logarítmica db.

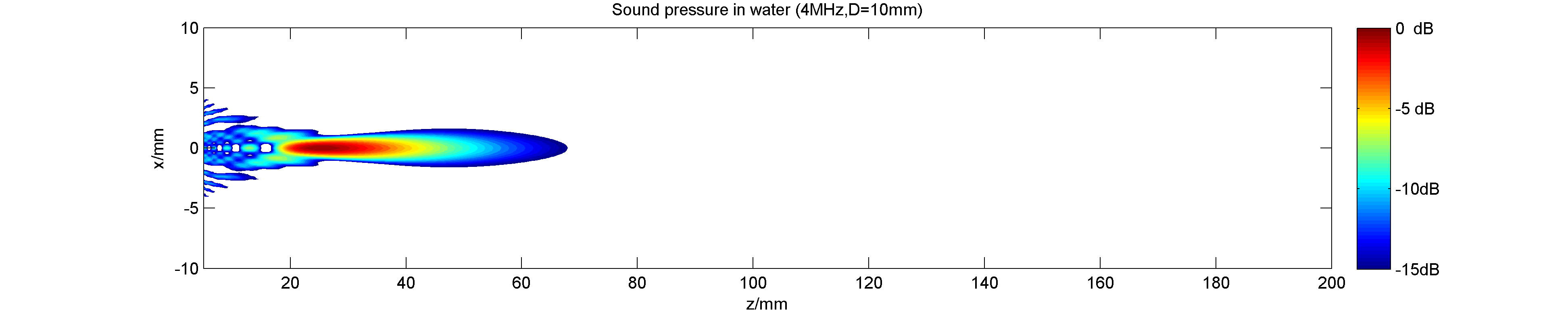
Campo de presión sonora del propio transductor ultrasónico (4 MHz, N = 67 mm) con la superficie del transductor con una curvatura esférica con el radio de curvatura R = 30 mm

Los transductores de ultrasonidos convierten la CA en ultrasonidos, así como a la inversa. Ultrasonidos, normalmente se refiere a transductores piezoeléctricos o transductores capacitivos. Los cristales piezoeléctricos cambian el tamaño y la forma cuando se aplica una tensión ; La tensión de CA les hace oscilar en la misma frecuencia y producir sonido ultrasónico. Los transductores capacitivos utilizan campos electrostáticos entre un diafragma conductor y una placa de soporte.
El patrón de haz de un transductor puede determinarse por el área y la forma del transductor activo, la longitud de onda de los ultrasonidos y la velocidad del sonido del medio de propagación. Los diagramas muestran los campos sonoros de un transductor ultrasónico no enfocado y de un enfoque en el agua, claramente a diferentes niveles de energía.
Dado que los materiales piezoeléctricos generan una tensión cuando se les aplica bastante, también pueden funcionar como detectores de ultrasonidos. Algunos sistemas utilizan transmisores y receptores separados, mientras que otros combinan ambas funciones en un solo transceptor piezoeléctrico.
Los transmisores de ultrasonidos también pueden utilizar principios no piezoeléctricos. como la magnetostricción. Los materiales con esta propiedad cambian ligeramente de tamaño cuando se exponen en un campo magnético y realizan transductores prácticos.
Un micrófono de condensador ("condensador") tiene un diafragma delgado que responde a las ondas de ultrasonido. Los cambios en el campo eléctrico entre el diafragma y una placa de soporte muy espaciada convierten las señales sonoras en corrientes eléctricas, que se pueden amplificar.
El principio del diafragma (o membrana) también se utiliza en los transductores ultrasónicos (MUT) micromecanizados relativamente nuevos. Estos dispositivos se fabrican mediante la tecnología de micromecanizado de silicio (tecnología MEMS ), que es especialmente útil para la fabricación de matrices de transductores. La vibración del diafragma se puede medir o inducir electrónicamente utilizando la capacidad entre el diafragma y una placa de soporte muy espaciada (CMUT), o añadiendo una fina capa de material piezoeléctrico al diafragma (PMUT). Alternativamente, investigaciones recientes demostraron que la vibración del diafragma puede medirse mediante un pequeño resonador de anillo óptico integrado dentro del diafragma (OMUS).
Los transductores de ultrasonidos también se utilizan en la levitación acústica.

## Uso en ecosondas

Esquema que muestra el principio básico de la eco-sonda

Se basa en el principio de transmitir ondas acústicas al agua y registrar el intervalo de tiempo entre la emisión y el retorno de un pulso; el tiempo de vuelo resultante, junto con el conocimiento de la velocidad del sonido al agua, permite determinar la distancia entre el sonar y el objetivo. Esta información se utiliza normalmente con fines de navegación o para obtener profundidades con fines de hacer gráficos . La distancia se mide multiplicando la mitad del tiempo desde el impulso de salida de la señal hasta su regreso por la velocidad del sonido al agua, que es de aproximadamente 1,5 kilómetros por segundo [T÷2×(4700 pies por segundo o 1,5 kil por segundo)] aplicaciones precisas de la eco-sonda, como la hidrografía, la velocidad del sonido también debe medirse normalmente mediante el despliegue de una sonda de velocidad del sonido en el agua. El sonar de eco es efectivamente una aplicación de propósito especial del sonar que se utiliza para localizar el fondo. Como una unidad tradicional de profundidad del agua pre- SI era la braza, un instrumento utilizado para determinar la profundidad del agua a veces se llama  fatómetro . El primer fatómetro práctico fue inventado por Herbert Grove Dorsey y patentado en 1928.

## Uso en medicina

Ecocardiografía en 3D

Los transductores de ultrasonidos médicos (sondas) tienen una variedad de formas y tamaños diferentes para utilizarlos para realizar imágenes de sección transversal de varias partes del cuerpo. El transductor puede utilizarse en contacto con la piel, como en la ecografía fetal, o insertado en una apertura corporal como el recto o la vagina . Los médicos que realizan procedimientos guiados por ultrasonidos suelen utilizar un sistema de posicionamiento de la sonda para sujetar el transductor de ultrasonidos.
En comparación con otras modalidades de imágenes médicas, el ultrasonido tiene varias ventajas. Proporciona imágenes en tiempo real, es portátil y, por lo tanto, puede llevarse junto a la cama. Tiene un costo sustancialmente más bajo que otras estrategias de diagnóstico por imágenes y no utiliza radiación ionizante dañina. Los inconvenientes incluyen varios límites en su campo de visión, la necesidad de cooperación del paciente, la dependencia del físico del paciente, la dificultad para obtener imágenes de estructuras oscurecidas por huesos, aire o gases, y la necesidad de un operador calificado, generalmente con capacitación profesional. Debido a estos inconvenientes, las implementaciones novedosas de ultrasonido portátiles están ganando popularidad. Estos dispositivos en miniatura monitorean continuamente los signos vitales y alertan ante la aparición de signos tempranos de anormalidad.

## Uso en la industria

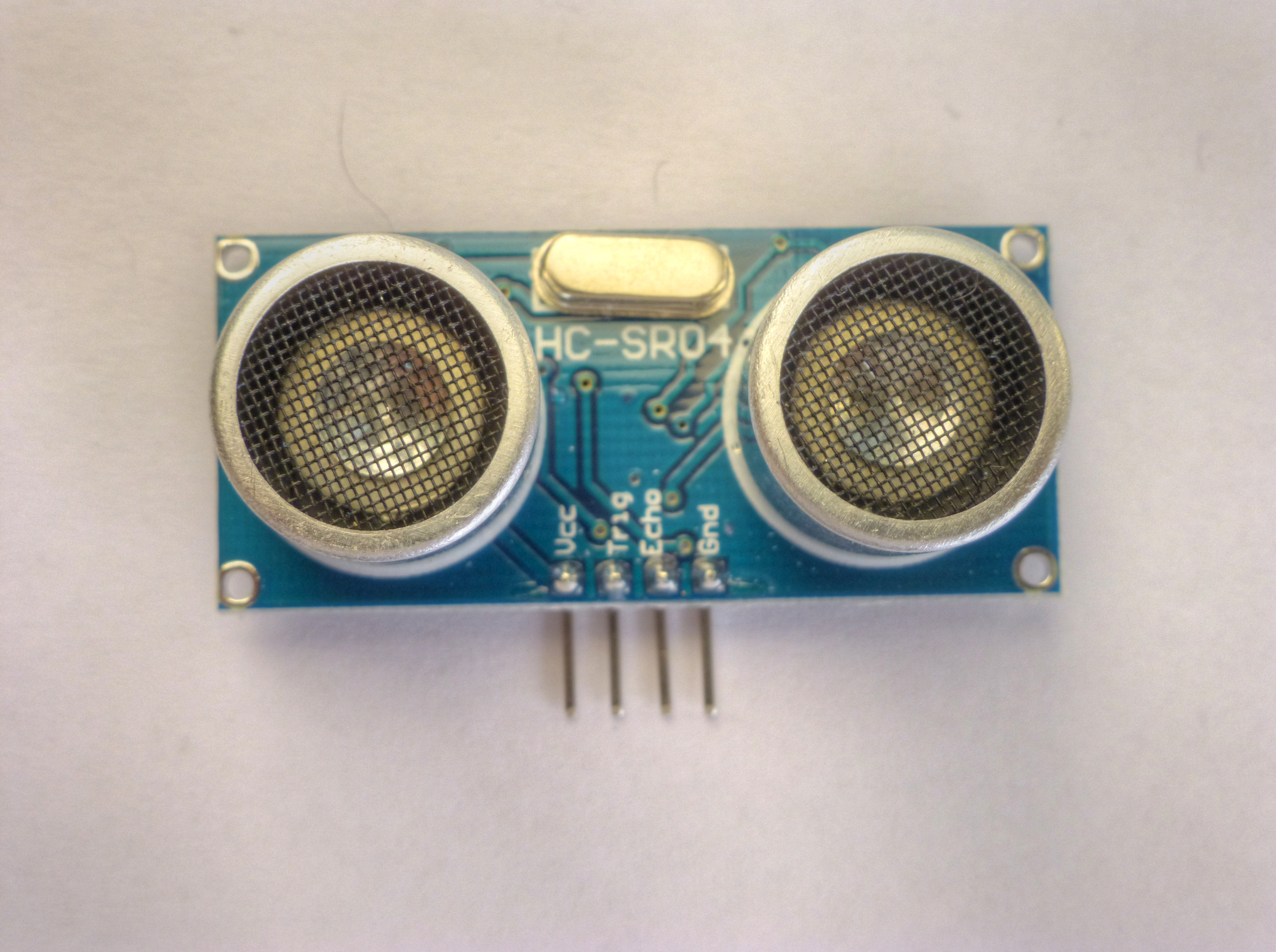
Telémetros ultrasónicos como componente electrónico

Los sensores de ultrasonidos pueden detectar el movimiento de los objetivos y medir su distancia a muchas fábricas y plantas de proceso automatizadas. Los sensores pueden tener una salida digital activada o desactivada para detectar el movimiento de objetos o una salida analógica proporcional a la distancia. Pueden detectar el borde del material como parte de un sistema de guía web.
Los sensores de ultrasonidos se utilizan ampliamente en los coches como sensores de aparcamiento para ayudar al conductor a dar marcha atrás a las plazas de aparcamiento. Se están probando para otros usos de automoción, como la detección de personas por ultrasonidos y la asistencia en la navegación autónoma de UAV .
Dado que los sensores ultrasónicos utilizan el sonido en lugar de la luz para la detección, funcionan en aplicaciones donde los sensores fotoeléctricos no funcionan. Los ultrasonidos son una gran solución para la detección de objetos claros y para la medida del nivel de líquidos, aplicaciones con las que los fotoeléctricos luchan a causa de la translucencia del objetivo. Además, el color del objetivo o la reflectividad no afectan a los sensores ultrasónicos, que pueden funcionar de forma fiable en entornos con gran brillo.
Los sensores ultrasónicos pasivos se pueden utilizar para detectar fugas de gas o líquido de alta presión, u otras condiciones peligrosas que generan sonido ultrasónico. En estos dispositivos, el audio del transductor (micrófono) se convierte en el rango de audición humana.
Los emisores de ultrasonidos de alta potencia se utilizan en dispositivos de limpieza por ultrasonidos disponibles comercialmente. Un transductor de ultrasonidos se coloca en una sartén de acero inoxidable que se llena con un disolvente (frecuentemente agua o isopropanol ). Una onda cuadrada eléctrica alimenta al transductor, creando un sonido en el disolvente lo suficientemente fuerte como para provocar cavitación .
La tecnología ultrasónica se ha utilizado para múltiples fines de limpieza. Uno de ellos ha ganado una buena tracción durante la última década es la limpieza de pistolas ultrasónicas.
Las pruebas de ultrasonidos también se utilizan ampliamente en metalurgia e ingeniería para evaluar la corrosión, soldaduras y defectos del material mediante diferentes tipos de exploraciones.